# Adolphe Stoeber
Adolphe Stoeber – o Adolf Stöber –(Estrasburg, 1810 - Mülhausen, 1892) fou un religiós i escriptor alsacià, fill d'Ehrenfried Stoeber i germà d'Auguste Stoeber. Estudià teologia i fou destinat com a pastor protestant a Metz (1832), Oberbronn (1836) i Mülhausen, on el 1860 fou president del Consistori Reformista. Alhora, el 1838 fundà amb el seu germà la revista Erwinia, amb el que col·laborà a recollir llegendes alsacianes i suïsses en alsacià.

## Obres
- Alsatisches Vergißmeinnicht (1825)
- Alsabilder (1836)
- Reisebilder aus de Schweiz (1850)
- Elsasser Schatakastlein (1877)
- Epheukranz aus das Grabmal einer Heimgegangenen (1884)
- Spiegel deutscher Frauen (1892)